# Ashleigh Brennan
Ashleigh Jade Brennan (* 18. Januar 1991 in Melbourne, Victoria) ist eine ehemalige australische Turnerin. Sie nahm erfolgreich an den Commonwealth Games 2006, den Olympischen Sommerspielen 2008 und den Commonwealth Games 2010 teil. 2012 repräsentierte sie Australien bei den Olympischen Sommerspielen.
| Personendaten    | Personendaten          |
| ---------------- | ---------------------- |
| NAME             | Brennan, Ashleigh      |
| ALTERNATIVNAMEN  | Brennan, Ashleigh Jade |
| KURZBESCHREIBUNG | australische Turnerin  |
| GEBURTSDATUM     | 18. Januar 1991        |
| GEBURTSORT       | Melbourne, Victoria    |